# 钟夫翔
钟夫翔（1911年—1992年），原名钟福祥，广西郁林茂林乡宝岭村人，中华人民共和国政治人物。

## 生平
1929年，钟夫翔参加俞作豫的广西警备第五大队，随后发动龙州起义，编入中国工农红军红八军，任第一纵队第一营书记、军需官，后转入红三军军部、红七军，之后调红三军团无线电队、红军总部无线电一分队政委等职，随部参加长征，任中央军委后梯队电台队长兼政委、军委二局科员。1935年，担任红二十八军无线电台队长兼政委。
抗日战争期间，调任八路军第115师电台队长、中队长、副大队长，参加平型关战斗，此后担任晋察冀军区司令部第三科科长兼无线电大队长。1942年，进入延安中央党校学习，随后担任晋察冀军区司令部通讯联络处处长、华北军区司令部第三处处长等职。平津战役后，担任中国人民解放军天津市军事管制委员会电信接管处处长及无线电工业处长、中央军委电信总局副局长兼电信工业处处长、中国人民解放军广州市军事管制委员会电信接管部部长。中共中央中南局电信接管部部长等。
中华人民共和国成立后，任中央邮电部中南邮电管理局局长、中央邮电部基建总局局长、中央邮电部副部长。1954年，在当时通信人才奇缺的情况下，为了能够培养更多的邮电人才，钟夫翔筹建北京邮电学院的重任，并于1955年建成，兼任第一任院长。1956年8月6日任国防部第五局局长。1957年，任中华人民共和国第二机械工业部副部长、一机部副部长、三机部副部长、邮电部副部长。1970年，任国务院直属的电信总局局长。1973年，任中华人民共和国邮电部部长兼党组书记至1978年。

## 家庭
儿：钟家伦。